# الطاقة المتجددة في أستراليا

محطات الطاقة المتجددة الأسترالية

النسبة المئوية لتوليد الكهرباء المتجددة حسب مصدر الطاقة (2010)

تبذل أستراليا جهودًا كبيرة لتحديد مصادر الطاقة المتجددة وتوسيع نطاق استخدامها، وتشمل هذه الطاقة الكهرباء ووقود النقل والطاقة الحرارية.. وقد بلغ إجمالي استهلاك الطاقة المتجددة في أستراليا عام 2015  نحو 346 جول،  ما يمثل 5.9% من إجمالي استهلاك الطاقة في البلاد.  مقارنة بعام 2011-2012، حيث بلغ الاستهلاك 265 جول بنسبة 4.3% من إجمالي الطاقة، شهدت الطاقة المتجددة زيادة بنسبة 1.6%.
توزعت مصادر الطاقة المتجددة في أستراليا عام 2015 على النحو التالي: الكتلة الحيوية (الخشب، النفايات، الخبز) 53%، الطاقة الكهرومائية 19.2٪، والرياح 10.7%، والطاقة الكهروضوئية 5.1%، والغاز الحيوي 4.7%، والمياه الساخنة الشمسية 3.8%، والوقود الحيوي 3.6%. شكلت الطاقة الحيوية، التي تشمل مجموع الطاقة المستمدة من المواد النباتية، 61.3% من إجمالي استهلاك الطاقة المتجددة في أستراليا في عام 2015 بواقع 211.9 جول..
وقد شهدت الطاقة المتجددة نمواً كبيراً في أستراليا في القرن الحادي والعشرين. وتشير التقديرات إلى أن أستراليا أنتجت 35,007 جيجاواط ساعة من الكهرباء المتجددة (أو ما يعادلها) على مدى السنة المنتهية في ديسمبر 2015، وهو ما يمثل 14.6% من إجمالي الإنتاج في أستراليا . وعلى سبيل المقارنة في عام 2006 كان حوالي 9500 جيجاواط ساعة من الكهرباء مصدرها مصادر متجددة تمثل أقل من 4٪ من الكهرباء المولدة وطنيًا.[بحاجة لمصدر]
ومن بين جميع مصادر الطاقة المتجددة في عام 2012 مثّلت الطاقة الكهرومائية 57.8%، والرياح 26%، والطاقة الحيوية 8.1%، والطاقة الشمسية الكهروضوئية 8%، والطاقة الشمسية على نطاقٍ واسعٍ 0.147%، ومدّرج الحرارة الأرضية 0.002%، والبحرية 0.001%، وبالإضافة إلى ذلك قُدّر أن تسخين المياه بالطاقة الشمسية يحل محل 2,422 جيجاواط في الساعة الواحدة.
ومن المتوقع أن تزداد إضافة القدرات القائمة على مصادر الطاقة المتجددة زيادةً كبيرةً في عام 2017 مع أكثر من 49 مشروعًا إما قيد الانشاء ، أو شُيّدت، أو حصلت على تمويلٍ وستذهب إلى البناء.
وعلى غرار العديد من البلدان الأخرى، تشجع تنمية الطاقة المتجددة في أستراليا سياسة الطاقة الحكومية المنفذة استجابةً للأسئلة المتعلقة بتغير المناخ، واستقلال الطاقة، والتحفيز الاقتصادي. ومن السياسات الرئيسية التي اعتُمِدت منذ عام 2001 لتشجيع تنمية الطاقة المتجددة على نطاقٍ واسعٍ والذي زيد في عام 2010 إلى 000 41 جيجاواط من ساعات توليد الطاقة المتجددة من محطات توليد الطاقة، ثم خفضت حكومة أبوت ذلك إلى 000 33 جيجاواط / ساعة بموافقة المعارضة العمالية. وإلى جانب ذلك هناك نظام الطاقة المتجددة على نطاقٍ صغيرٍ وهو مخططٌ غير مخططٍ لدعم الطاقة الشمسية السطحية، والمياه الساخنة الشمسية، والعديد من مخططات الدولة التي توفر تعريفات التغذية لتشجيع صناعات الألواح الضوئية. وفي عام 2012 استكملت هذه السياسات بسعر الكربون وصندوق بقيمة 10 بلايين دولار لتمويل مشاريع الطاقة المتجددة، رغم أن الحكومة الاتحادية سحبت هذه المبادرات فيما بعد.
وأشير إلى أنه باستثماراتٍ كافيةٍ من القطاعين العام والخاص، وسياسة الحكومة، يمكن لأستراليا أن تتحول كليًا إلى الطاقة المتجددة في غضون عقدٍ من الزمان، من خلال بناء المزيد من التطورات على نطاقٍ واسعٍ في مجال الطاقة الشمسية، وطاقة الرياح، والارتقاء بالبنية الأساسية للإرسال، وإدخال تدابير ملائمة لكفاءة استخدام الطاقة.

### طاقة الرياح

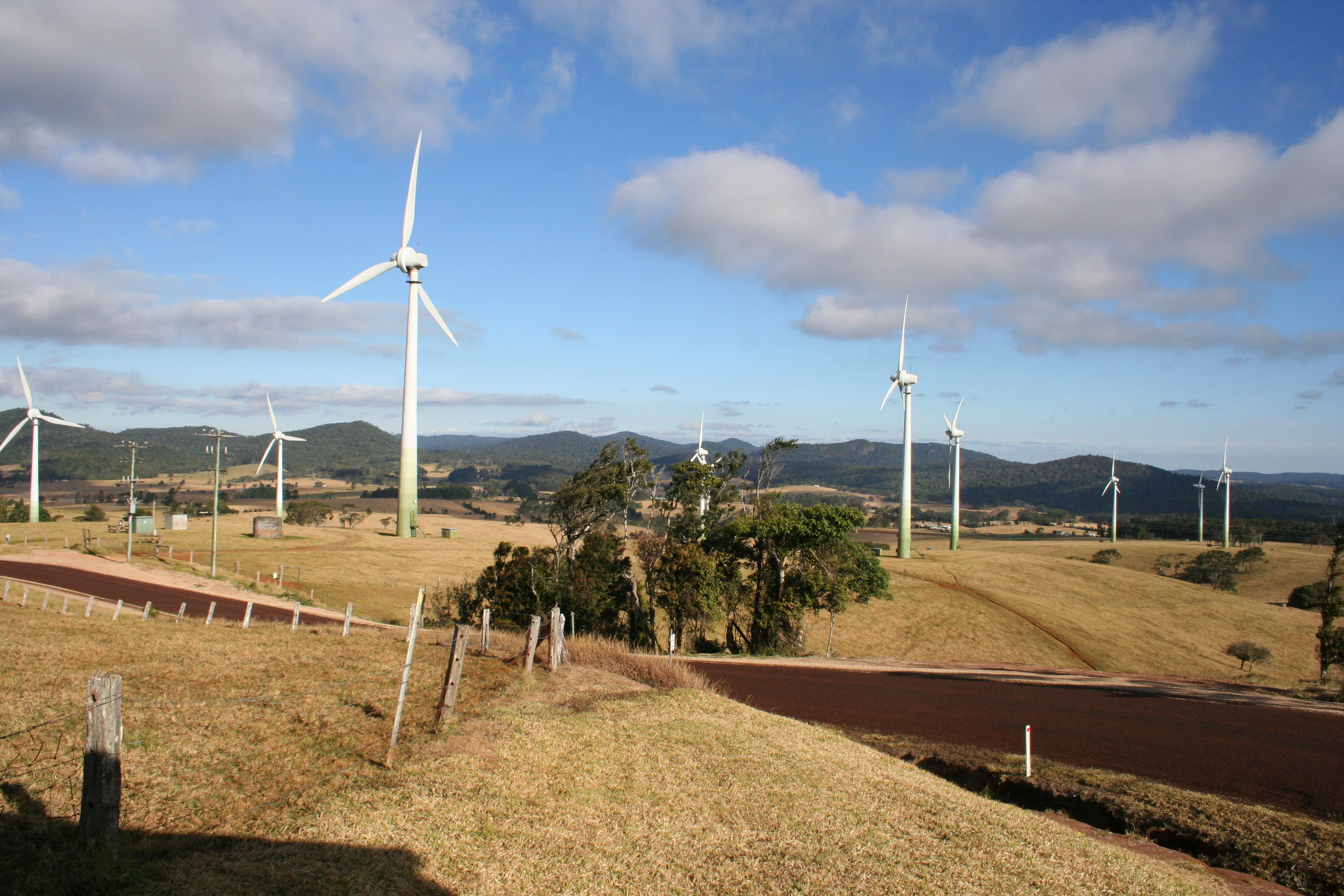
مزرعة رياح ويندي هيل كوينزلاند

##### الطاقة الشمسية الحرارية

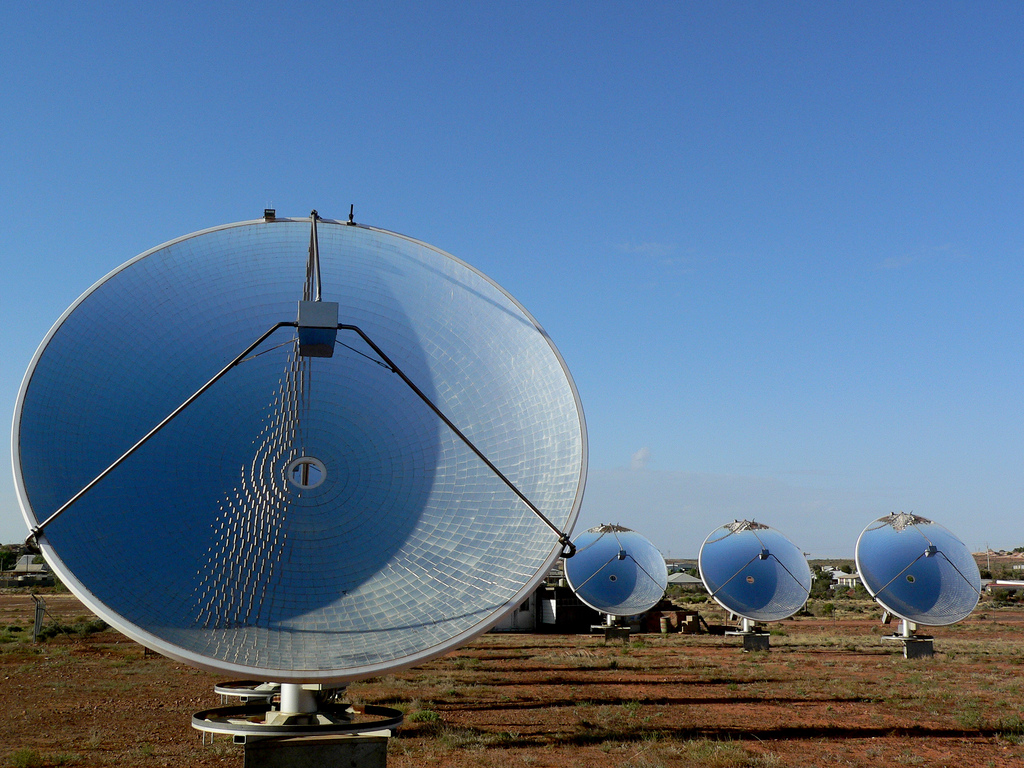
محطة الأطباق البيضة للطاقة الشمسية أول محطة للطاقة الشمسية في استراليا تعمل بين عامي 1981 و 2004